# Orhan Doğan
Orhan Doğan (* 25. Juli 1955 in Mardin; † 29. Juni 2007 in Van) war ein kurdischer Politiker der Türkei.

## Leben

### Kindheit und Jugend
Als Sohn eines Beamten, der in verschiedenen Städten der Türkei tätig war, besuchte er die Mittelschule in Ağrı und in Hatay und das Gymnasium in Aydın und Bafra. 1974 erlangte Doğan einen Studienplatz an der Universität Ankara. Angeregt durch die Fernsehserie um den Anwalt Petrocelli, entschloss sich Doğan, Jura zu studieren. Neben dem Studium arbeitete Doğan von 1975 bis 1981 als Beamter in der Buchhaltung.

### Beruflicher Werdegang
1980 schloss er sein Jurastudium ab. Sein Praktikum machte er bei İsmail Mungan, dem Vater des Autors und Dichters Murathan Mungan. Danach ging er nach Cizre und übte dort seinen Beruf als Anwalt aus. Nach dem Militärputsch 1980 trat Doğan als Anwalt in vielen Prozessen auf. Schon in den achtziger Jahren wurden einige Attentate auf ihn verübt. Neben seiner Tätigkeit als Anwalt war Doğan Mitgründer und jahrelanges Mitglied des türkischen Menschenrechtsvereins (İnsan Hakları Derneği, İHD).

### Politischer Werdegang
1990 schloss er sich der Halkın Emek Partisi (HEP) an. Aufgrund der gesetzlichen Auflage, dass das Gründungsdatum einer Partei mehr als 6 Monate zurückliegen muss, um an einer Wahl teilzunehmen, schloss sich die HEP für die Parlamentswahlen 1991 der Sosyaldemokrat Halkçı Parti von Erdal Inönü an. Doğan kandidierte in Şırnak und wurde mit deutlichem Abstand am 20. Oktober 1991 ins Parlament gewählt.
Nach dem Eklat um Leyla Zana, die ihren Eid auf Türkisch und kurdisch ablegte, wurden die kurdischstämmigen Abgeordneten der HEP als Mitglieder und Sympathisanten der PKK angeklagt. Doğan sowie auch Leyla Zana, Hatip Dicle und Selim Sadak wurde die Immunität aberkannt, so dass sie am 2. März 1994 vor dem Parlamentsgebäude verhaftet wurden. Die HEP als Partei wurde ebenfalls verboten, so dass mittlerweile eine neue Partei – die Demokrasi Partisi (DEP) gegründet worden war. Wegen der Mitgliedschaft in einer separatistischen Organisation, deren Unterstützung und Hilfestellung wurden alle vier Abgeordneten zu 15 Jahren Haft verurteilt. Nach zehn Jahren Haft wurde Doğan mit den anderen 2004 freigelassen, da der Europäische Gerichtshof für Menschenrechte das Verfahren als nicht rechtsstaatlich ansah.
Schon bald wurde Doğan wieder politisch aktiv und schloss sich der Demokratik Toplum Partisi (DTP) an. Doğan vertrat die Ansicht, dass die DTP eine Massenpartei sein müsste, die auch die Türken einbeziehen sollte. Er wurde auf dem letzten Kongress der DTP im Mai 2007 ins Zentralkomitee aufgenommen und wollte für die Wahlen kandidieren. Wegen seiner Vorstrafen wurde seine Kandidatur vom Wahlausschuss abgelehnt. Trotzdem wollte Doğan sich zur Wahl stellen.

### Tod
Am 24. Juni 2007 erlitt Doğan während einer Rede beim Abschluss des sechsten Ehmedê Xanî Festivals in Doğubeyazıt einen Herzinfarkt. In seiner Rede sagte er: „Der Soldat, der sein Leben verliert und derjenige in den Bergen sind unsere Brüder. Das Blutvergießen soll gestoppt werden. Wir sind bereit, uns vor demjenigen, der das Blutvergießen stoppt, zu verbeugen. Am 22. Juli werden wir eine neue Türkei erschaffen. Das ist unsere Ehrenpflicht. Ich entschuldige mich dafür, dass ich euch bis heute keinen Frieden gebracht habe.“
Zur Behandlung wurde Doğan in das Universitätsklinikum in Van gebracht, wo er einige Tage im Koma lag. Doğan verstarb morgens am 29. Juni 2007 an Herz- und multiplen Organversagen in Van.
Während seiner Beerdigung kam es zu Zwischenfällen zwischen der Polizei und der Menschenmenge, die den Leichnam Doğans abholen wollte. Der Leichnam wurde in einem Ambulanzwagen aus der Stadt Diyarbakır transportiert. Eine Menge von etwa 1000 Menschen begleitete den Wagen. Unter den Anwesenden waren unter anderem Leyla Zana, Selim Sadak, Hatip Dicle und Osman Baydemir. Als die Menschenmenge pro-PKK Sprüche und Slogans rief, forderte die Polizei sie auf, sich aufzulösen. Die Polizei setzte Tränengas ein und zersprengte die Menge. Der Leichnam wurde mit einem mehrere hundert großen Autokonvoi nach Cizre gebracht. Entlang des Weges versammelten sich viele Menschen. Die Gendarmerie hatte ihrerseits Sicherheitskontrollen eingerichtet.
Aus Trauer hielten die Händler in Cizre ihre Läden geschlossen. Um ihm die letzte Ehre zu erweisen, wurde in Cizre ein Besucherzelt aufgestellt. Die DTP und ihre Bürgermeister in Cizre verkündeten drei Tagen Trauer.